# Nesle-l’Hôpital
Nesle-l‘Hopital (picardisch: Nèle-l'Hôpital) ist eine nordfranzösische Gemeinde mit 172 Einwohnern (Stand 1. Januar 2022) im Département Somme in der Region Hauts-de-France. Die Gemeinde liegt im Arrondissement Amiens (seit 2009) und ist Teil der Communauté de communes Somme Sud-Ouest und des Kantons Poix-de-Picardie.

## Geographie
Die Gemeinde liegt am rechten (östlichen) Ufer der Bresle gegenüber der Gemeinde Nesle-Normandeuse (Département Seine-Maritime) rund neun Kilometer südwestlich von Oisemont an der Départementsstraße D1015, einer alten Römerstraße, und rund drei Kilometer nordwestlich von Senarpont. Die Bahnstrecke von Aumale nach Le Tréport verläuft jenseits der Bresle außerhalb des Gemeindegebiets.

## Einwohner
| Jahr          | 1962 | 1968 | 1975 | 1982 | 1990 | 1999 | 2006 | 2011 |
| Einwohnerzahl | 185  | 197  | 155  | 163  | 176  | 158  | 183  | 162  |